# 玛丽亚·特蕾莎·费尔南德斯·德拉维加
玛丽亚·特蕾莎·费尔南德斯·德拉维加·桑斯（西班牙語：María Teresa Fernández de la Vega Sanz，1949年6月15日—）是西班牙工人社会党政治家。前西班牙第一副首相，政府发言人。

## 经历
1949年出生于西班牙东部城市瓦倫西亞。父亲温塞斯劳是阿斯图里亚斯人，在佛朗哥时期担任劳动监察员。母亲是巴伦西亚省哈蒂瓦人。她在萨拉戈萨耶稣会学校接受中学教育，后搬到马德里，1970年代初毕业于马德里康普顿斯大学法学专业。曾在巴塞罗那大学参与博士课程。1974年进入政府劳动法秘书团工作。民主转型时期加入了加泰罗尼亚统一社会党，1979年退出。

#### 政治生涯
1982年西班牙工人社会党赢得大选后，她被司法大臣费尔南多·莱德斯马任命为法律顾问部门负责人，1985年被任命为司法部服务部门总干事。1990年代被选为司法权总委员会成员。1994年被任命为司法部第一国务秘书，直到1996年工人社会党下台。随后，她当选西班牙众议院议员先后代表哈恩和塞哥维亚等选区。
工人社会党在2004年大选中获胜后，她在萨帕特罗内阁出任第一副首相兼首相府大臣、政府发言人。是西班牙历史上首位担任副首相的女性。
2006年3月，她与国务秘书莱雷·帕欣率领妇女代表团正式访问了非洲国家肯尼亚和莫桑比克，出席了国际妇女节庆祝仪式，及西班牙－非洲论坛闭幕式。2007年4月上旬访华，与温家宝、唐家璇等领导人会见，出席了2007年中国“西班牙年”活动开幕式，到访了北京、上海（中欧国际工商学院、上海外国语大学）和西安。
2008年8月在墨西哥举行的世界艾滋病大会上宣布，西班牙将向联合国艾滋病规划署捐赠1020万欧元，用于艾滋病防控及疫苗研发等工作。
2009年9月突发腸梗阻在医院进行了紧急手术，恢复情况良好，数天后出院。2010年10月辞任，由阿尔弗雷多·佩雷斯·鲁瓦尔卡瓦接替。
2018年7月被任命为西班牙国务委员会主席。

## 荣誉
- 大十字级秘鲁太阳勋章（2004年）[15]
- 大十字级卡洛斯三世勋章（2010年）[16]
- 梅嫩德斯·佩拉约国际大学荣誉博士（2011年）[17]